# العلاقات الدنماركية البوليفية
العلاقات الدنماركية البوليفية هي العلاقات الثنائية التي تجمع بين الدنمارك وبوليفيا.

## مقارنة بين البلدين
هذه مقارنة عامة ومرجعية للدولتين:
| وجه المقارنة                                              | الدنمارك                                                     | بوليفيا                                          |
| --------------------------------------------------------- | ------------------------------------------------------------ | ------------------------------------------------ |
| المساحة (كم2)                                             | 42.92 ألف                                                    | 1.10 مليون                                       |
| عدد السكان (نسمة)                                         | 5.79 مليون                                                   | 11.05 مليون                                      |
| الكثافة السكانية (ن./كم²)                                 | 134.9                                                        | 10.05                                            |
| العاصمة                                                   | كوبنهاغن                                                     | سوكري، لاباز                                     |
| اللغة الرسمية                                             | اللغة الدنماركية                                             | اللغة الإسبانية، اللغة الأيمرية، كتشوا، غوارانية |
| العملة                                                    | كرونة دنماركية                                               | بوليفاريو بوليفي                                 |
| الناتج المحلي الإجمالي (بليون دولار)                      | 324.87 مليار                                                 | 37.51 مليار                                      |
| الناتج المحلي الإجمالي (تعادل القوة الشرائية) بليون دولار | 278.61 مليار                                                 | 74.58 مليار                                      |
| الناتج المحلي الإجمالي الاسمي للفرد دولار أمريكي          | 51.99 ألف                                                    | 3.08 ألف                                         |
| الناتج المحلي الإجمالي للفرد دولار أمريكي                 | 45.54 ألف                                                    | 6.63 ألف                                         |
| مؤشر التنمية البشرية                                      | 0.900                                                        | 0.662                                            |
| رمز المكالمات الدولي                                      | +45                                                          | +591                                             |
| رمز الإنترنت                                              | .dk                                                          | .bo                                              |
| المنطقة الزمنية                                           | توقيت وسط أوروبا، ت ع م+02:00، ت ع م+01:00، أوروبا/كوبنهاجن ‏ | 00                                               |

## منظمات دولية مشتركة
يشترك البلدان في عضوية مجموعة من المنظمات الدولية، منها:
| علم المنظمة | اسم المنظمة                        | تاريخ انضمام الدنمارك | تاريخ انضمام بوليفيا |
| ----------- | ---------------------------------- | --------------------- | -------------------- |
|             | الاتحاد البريدي العالمي            | ?                     | ?                    |
|             | مؤسسة التنمية الدولية              | 30 نوفمبر 1960        | 21 يونيو 1961        |
|             | منظمة حظر الأسلحة الكيميائية       | ?                     | ?                    |
|             | منظمة التجارة العالمية             | 1995                  | 12 سبتمبر 1995       |
|             | الأمم المتحدة                      | 24 أكتوبر 1945        | 14 نوفمبر 1945       |
|             | وكالة ضمان الاستثمار متعدد الأطراف | 12 أبريل 1988         | 3 أكتوبر 1991        |
|             | منظمة الشرطة الجنائية الدولية      | ?                     | ?                    |
|             | مؤسسة التمويل الدولية              | 20 يوليو 1956         | 20 يوليو 1956        |
|             | الاتحاد الدولي للاتصالات           | 1866                  | 1 يونيو 1907         |
|             | البنك الدولي للإنشاء والتعمير      | 30 نوفمبر 1960        | 27 ديسمبر 1945       |
|             | يونسكو                             | 4 نوفمبر 1946         | 13 نوفمبر 1946       |

## وصلات خارجية
- موقع وزارة الخارجية الدنماركية
- موقع وزارة الخارجية البوليفية